# Георги Добринов
Георги Стефанов Добринов е български офицер, полковник от пехотата, командир на 1-ва дружина от 24-ти пехотен черноморски полк през Втората световна война (1941 – 1945) и командир на 24-ти пехотен черноморски полк (1946 – 1947).

## Биография
Георги Добринов е роден на 9 април 1899 г. в Дере кьой, Караагачко. През 1918 г. постъпва във Военното на Негово Величество училище, завършва през 1924 г. и на 6 септември е произведен в чин подпоручик. На 3 октомври 1927 г. е произведен в чин поручик, а през 1928 г. е назначен на служба в 24-ти пехотен черноморски полк. През 1935 г. е произведен в чин капитан и същата година е назначен на служба в 15-и пограничен участък. От следващата година е домакин на Дома за инвалиди, през 1937 г. е назначен на служба в 2-ра интендантска дружина, а през следващата в 3-ти пехотен бдински полк.
През 1939 г. капитан Добринов е назначен за ръководител по ПВЖЗ към 24-то полково военно окръжие, а през 1940 г. е назначен на служба в 24-ти пехотен черноморски полк. На 6 май 1942 г. е произведен в чин майор, а през 1945 г. в чин подполковник. Подполковник Георги Добринов взема участие във втората фаза от войната срещу Третия Райх. С поверената му 1-ва дружина от 24-ти пехотен черноморски полк воюва в Дравската отбранителна операция (6 март – 21 март 1945). На 9 март 1945 г. при атаката на чифлика Дажон командва сборна дружина. По-късно, на 16 април при атаката на с. Вилево подполковник Добринов бива ранен. През юни 1945 г. с полка си се завръща в България. През 1946 г. e произведен в чин полковник и назначен за командир на 24-ти пехотен черноморски полк, на която служба е до 1947 г., когато са кратко служи в 39-и пехотен солунски полк и по-късно същата година е уволнен от служба.
Умира през 1994 г. на 95-годишна възраст. През 2010 г. на фасадата на родния му дом в Бургас на ул. Цар Асен № 37 е открита възпоменателна плоча. Спомените на полковник Добринов за участието на 1-ва дружина от 24-ти пехотен черноморски полк във Втората световна война (1941 – 1945) се съхраняват във фонда на Регионалния исторически музей – Бургас.

## Семейство
Полковник Георги Добринов е женен и има 2 деца.

## Военни звания
- Подпоручик (6 септември 1924)
- Поручик (3 октомври 1927)
- Капитан (1935)
- Майор (6 май 1942)
- Подполковник (1945)
- Полковник (1946)